# Kundenstamm
Der Kundenstamm ist in der Wirtschaft die Gesamtheit sämtlicher Kunden eines Unternehmens.

## Allgemeines
Im weiteren Sinne gehören zum Kundenstamm sämtliche Wirtschaftssubjekte, die in der Vergangenheit mindestens einmal ein Produkt gekauft oder eine Dienstleistung in Anspruch genommen haben. Hiervon werden auch Karteileichen erfasst. In einer sehr weiten Definition sind auch Kaufinteressenten Teil des Kundenstamms. Im engeren Sinne müssen Kundendaten in einer Datenbank erfasst sein.
Der Kundenstamm setzt sich aus Stammkunden und Laufkunden zusammen. Besondere Konzentration richtet das Kundenstamm-Marketing dabei auf die Kundenbetreuung von Stammkunden. Es obliegt der Kundenbindung, beispielsweise Laufkunden in Stammkunden zu verwandeln und dadurch den Kundenstamm zu stabilisieren.

## Kennzahlen
Aus Kundendaten lassen sich wichtige betriebswirtschaftliche Kennzahlen ableiten. So gibt beispielsweise die Kundenfluktuation Auskunft darüber, wie viele Kunden während eines Geschäftsjahres abgewandert sind und wie viele neu gewonnen werden konnten.
{\displaystyle Kundenfluktuation={\frac {\text{Neukunden}}{\text{abgewanderte Kunden}}}\cdot 100}.
Hat etwa ein Mobilfunkanbieter im letzten Geschäftsjahr 90.000 Neukunden gewonnen, während 60.000 Kunden ihren Mobilfunk- oder Handyvertrag gekündigt haben, liegt die Kundenfluktuation bei 150 %. Eine Kundenfluktuation von >100 % besagt, dass mehr Kunden gewonnen als verloren wurden, so dass der Kundenstamm zunimmt. Umgekehrt verhält es sich bei einer Kundenfluktuation von <100 %.
Eine erfolgreiche Kundenbindung kann dafür sorgen, dass sich die Kundenfluktuation verringert.

## Wirtschaftliche Aspekte
Die ABC-Analyse kann auch auf den Kundenstamm angewandt werden. Die Kunden werden hierbei nach ihrem Kundenwert klassifiziert, wobei die A-Kunden den höchsten Gewinn oder Deckungsbeitrag für das Unternehmen erzielen, B- und C-Kunden weisen entsprechend geringere Anteile auf. Das Kundenstamm-Marketing nutzt die Erfahrung, dass die Akquise von Neukunden mit einem erheblich höheren Marketingaufwand verbunden ist als die Erhaltung des bestehenden Kundenstamms.
Der Kundenstamm ist ein wesentliches Kriterium zur Bestimmung des originären Firmenwerts, wobei er als originärer immaterieller Vermögensgegenstand einem bilanziellen Aktivierungsverbot unterliegt. Je nach Einzelfall ist der Kundenstamm steuerrechtlich wertbildender Faktor des Geschäfts- oder Firmenwerts. Er kann aber auch ein eigenständiges immaterielles firmenwertähnliches Einzelwirtschaftsgut darstellen, wenn er selbständig übertragbar ist.